# 福岡市立筥松小学校
福岡市立筥松小学校（ふくおかしりつ はこまつしょうがっこう）は、福岡県福岡市東区郷口町にある公立小学校。

## 沿革
- 1940年（昭和15年） - 福岡県糟屋郡箱崎尋常高等小学校より分離。校名を福岡県糟屋郡筥松尋常高等小学校とする。同年、箱崎町が福岡市に編入され福岡市筥松尋常小学校と改称。
- 1941年（昭和16年） - 福岡市筥松国民学校と校名改称。
- 1947年（昭和22年） - 福岡市立筥松小学校と改称。
- 1960年（昭和35年） - 校歌制定。
- 1993年（平成5年） - 福岡市立松島小学校を分離。

## 通学区域
東区の以下の地域を通学区域とする。詳細な通学区域は福岡市教育委員会サイトの「通学区域一覧」を参照。
- 原田1,2丁目
- 筥松新町
- 筥松1,2丁目の全域、3丁目の一部
- 社領1-3丁目（全丁目）
- 二又瀬新町
- 二又瀬
- 郷口町

東区南部のJR箱崎駅東側の一帯が通学区域。学校は箱崎駅から東側の宇美川を渡った対岸に立地する。校区西側（山陽新幹線より西側）の学校周辺は住宅地で、校区東側は国道3号福岡南バイパスも通り事業所の多い地域である。
箱崎駅東口からは400m程度の距離で、箱崎駅東口には西鉄バスも発着する。福岡市地下鉄箱崎線箱崎宮前駅からは約1km程度の距離がある。
中学校は箱崎清松中学校の校区となる。

### 校区が隣接する小学校
- 福岡市立松島小学校
- 福岡市立箱崎小学校
- 福岡市立席田小学校
- 福岡市立東吉塚小学校
- 粕屋町立仲原小学校
- 粕屋町立粕屋西小学校
- 志免町立志免西小学校

## クラブ活動

### スポーツクラブ
- 屋内スポーツクラブ
- 屋外スポーツクラブ
- 卓球クラブ

### 文化クラブ
- ダンスクラブ
- パソコンクラブ
- 手芸クラブ
- ゲームクラブ
- DIYクラブ
- 理科クラブ
- パフォーマンスクラブ